# NGC 5142
NGC 5142 é uma galáxia lenticular (S0) localizada na direcção da constelação de Canes Venatici. Possui uma declinação de +36° 23' 59" e uma ascensão recta de 13 horas, 25 minutos e 01,2 segundos.
A galáxia NGC 5142 foi descoberta em 1 de Maio de 1785 por William Herschel.